# Marcella Detroit

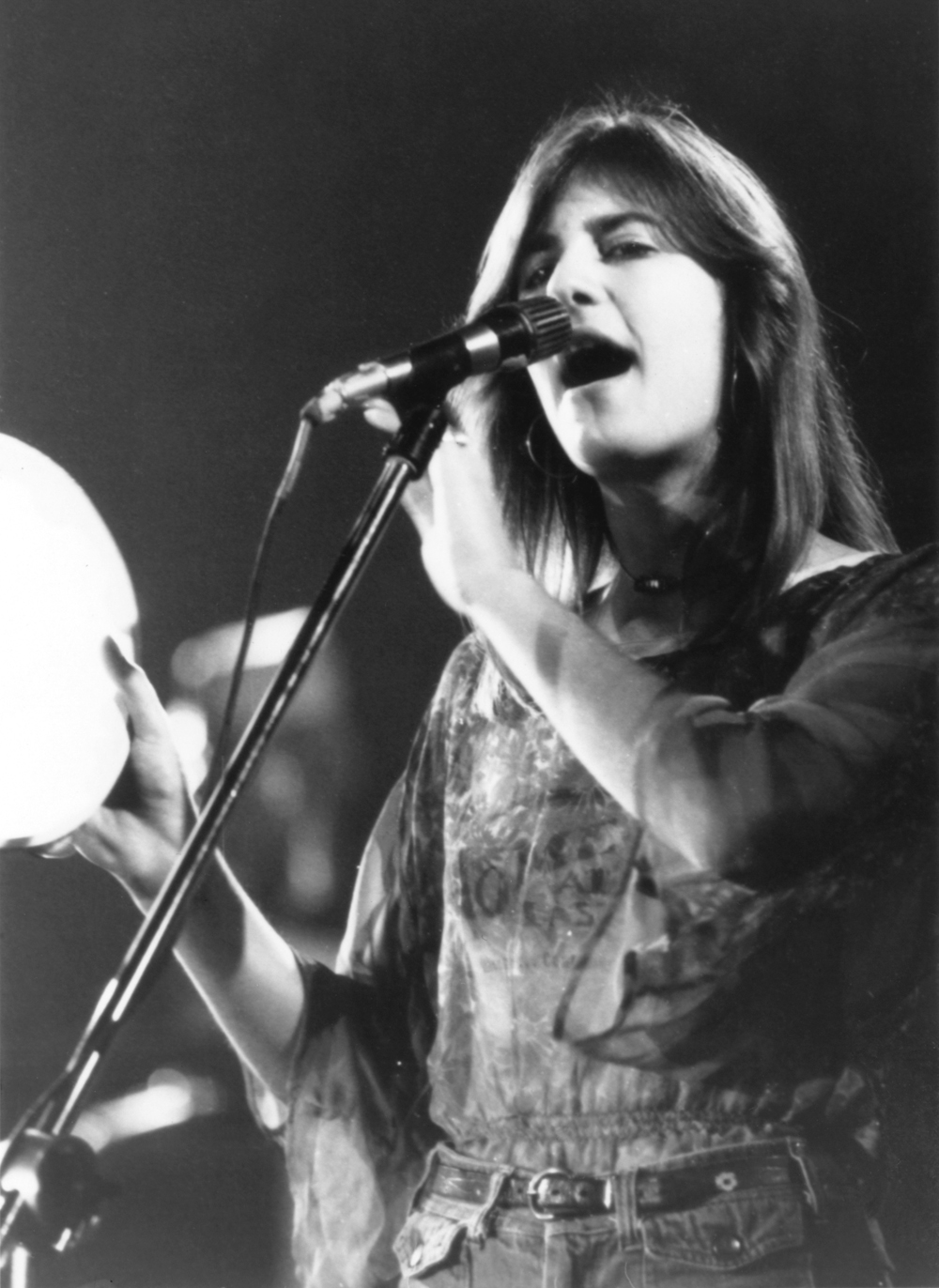
Marcella Detroit auf Tour mit Eric Clapton (1975)

Marcella Detroit, eigentlich Marcy Levy, (* 21. Juni 1952 in Detroit, Michigan) ist eine US-amerikanische Sängerin und Songschreiberin.

## Werdegang
Marcy Levy hatte mit 18 ihre erste Band, in den frühen 1970ern war sie Mitglied der Bob-Seger-Band und ging auf Tournee. Bei Eric Clapton war sie seit dem Album There’s one in every crowd von 1975 bis Backless 1978 dabei und ist unter anderem Mitautorin seines Hits Lay Down Sally (1977). Sie unterstützte Clapton später noch auf dem Album Behind the sun und überließ ihm einen Song für August. 1985 trat sie mit Clapton beim Live-Aid-Konzert auf. Auch mit Künstlern wie Aretha Franklin und Phil Collins arbeitete sie zusammen.
Im Frühjahr 1988 gründete die bei Bananarama ausgestiegene Siobhan Fahey die ursprünglich als Soloprojekt ausgelegte Band Shakespears Sister. Als die Zusammenarbeit mit Marcella Detroit gut verlief, erweiterte Fahey das Projekt mit ihr zu einem Duo. Zu ihren gemeinsamen Erfolgen gehören You’re History (1989: UK #7, DE #55), der Nummer-1-Hit Stay (1992: UK #1, DE #3, US #4) und Hello (Turn Your Radio On) (1992: UK #14, DE #12).
Nachdem sich Detroit im Frühjahr 1993 von Shakespears Sister trennte, verfolgte sie eigene musikalische Pläne, wirkte im selben Jahr auf dem Duets-Album von Elton John mit und hatte im Frühjahr 1994 mit I Believe (UK #11, DE #81) ihren größten Singleerfolg. Dieses Lied wurde 2005 von Joana Zimmer gecovert, die mit ihrer Version des Titels in Deutschland Platz 2 und damit Goldstatus erreichte.
Neben ihrer eigenen Musikkarriere ist sie heute auch für andere Künstler als Komponistin und Musikvideo-Produzentin tätig.

## Diskografie

### Studioalben
| Jahr | Titel | Höchstplatzierung, Gesamtwochen, AuszeichnungChartplatzierungen (Jahr, Titel, Platzierungen, Wochen, Auszeichnungen, Anmerkungen) | Höchstplatzierung, Gesamtwochen, AuszeichnungChartplatzierungen (Jahr, Titel, Platzierungen, Wochen, Auszeichnungen, Anmerkungen) | Höchstplatzierung, Gesamtwochen, AuszeichnungChartplatzierungen (Jahr, Titel, Platzierungen, Wochen, Auszeichnungen, Anmerkungen) | Höchstplatzierung, Gesamtwochen, AuszeichnungChartplatzierungen (Jahr, Titel, Platzierungen, Wochen, Auszeichnungen, Anmerkungen) | Höchstplatzierung, Gesamtwochen, AuszeichnungChartplatzierungen (Jahr, Titel, Platzierungen, Wochen, Auszeichnungen, Anmerkungen) | Anmerkungen                     |
| Jahr | Titel | DE | AT | CH | UK | US | Anmerkungen                     |
| ---- | ----- | --- | --- | --- | --- | --- | ------------------------------- |
| 1994 | Jewel | — | — | CH18 (12 Wo.)CH | UK15 Silber · (6 Wo.)UK | — | Erstveröffentlichung: März 1994 |

Weitere Veröffentlichungen
- 1982: Marcella (als Marcy Levy)
- 1996: Feeler
- 1996: Without Medication Plus MTV "Buzz Live"
- 1999: Demoz
- 1999: Abfab Songs (EP)
- 2001: Limited Edition (EP)
- 2001: Dancing Madly Sideways
- 2005: The Upside of Being Down (als Marcy Levy Band)
- 2011: Happy Holiday (EP)
- 2012: Holiday 2012 (EP)
- 2012: The Music Sales Group Presents Marcella Detroit
- 2013: The Vehicle
- 2013: For the Holidays
- 2014: Jewel: The Original Demo Recordings
- 2015: Gray Matterz

### Singles
| Jahr | Titel Album                             | Höchstplatzierung, Gesamtwochen, AuszeichnungChartplatzierungen (Jahr, Titel, Album, Platzierungen, Wochen, Auszeichnungen, Anmerkungen) | Höchstplatzierung, Gesamtwochen, AuszeichnungChartplatzierungen (Jahr, Titel, Album, Platzierungen, Wochen, Auszeichnungen, Anmerkungen) | Höchstplatzierung, Gesamtwochen, AuszeichnungChartplatzierungen (Jahr, Titel, Album, Platzierungen, Wochen, Auszeichnungen, Anmerkungen) | Höchstplatzierung, Gesamtwochen, AuszeichnungChartplatzierungen (Jahr, Titel, Album, Platzierungen, Wochen, Auszeichnungen, Anmerkungen) | Höchstplatzierung, Gesamtwochen, AuszeichnungChartplatzierungen (Jahr, Titel, Album, Platzierungen, Wochen, Auszeichnungen, Anmerkungen) | Anmerkungen                                                        |
| Jahr | Titel Album                             | DE | AT | CH | UK | US | Anmerkungen                                                        |
| ---- | --------------------------------------- | --- | --- | --- | --- | --- | ------------------------------------------------------------------ |
| 1980 | Help Me! Times Square (O.S.T.)          | — | — | — | — | US50 (10 Wo.)US | Erstveröffentlichung: September 1980 als Marcy Levy mit Robin Gibb |
| 1994 | I Believe Jewel                         | DE81 (10 Wo.)DE | — | CH22 (16 Wo.)CH | UK11 (8 Wo.)UK | — | Erstveröffentlichung: Februar 1994                                 |
| 1994 | Ain’t Nothing Like the Real Thing Jewel | — | — | — | UK24 (6 Wo.)UK | — | Erstveröffentlichung: Mai 1994 mit Elton John                      |
| 1994 | I’m No Angel Jewel                      | — | — | — | UK33 (4 Wo.)UK | — | Erstveröffentlichung: Juli 1994                                    |
| 1995 | Perfect World Jewel                     | — | — | — | UK100 (1 Wo.)UK | — | Erstveröffentlichung: März 1995                                    |
| 1996 | I Hate You Now … Feeler                 | — | — | — | UK96 (1 Wo.)UK | — | Erstveröffentlichung: Juni 1996                                    |
| 1996 | Boy Feeler                              | — | — | — | UK83 (1 Wo.)UK | — | Erstveröffentlichung: Dezember 1996                                |

Weitere Singles
- 1994: I Want To Take You Higher
- 1997: Flower